# Marc Stendera
Marc Stendera (Kassel, 1995. december 10. –) német utánpótlás-válogatott labdarúgó, az Ingolstadt 04 játékosa.

## Pályafutása
A TSV Heiligenrode és az OSC Vellmar csapatainál kezdte elsajátítani a labdarúgás alapjait, majd 2010-ben csatlakozott az Eintracht Frankfurt akadémiájához. 2013. április 6-án debütált a Bundesligában a Bayern München ellen 1-0-ra elvesztett mérkőzésen, amikor a 71. percben Marco Russ cseréjeként pályára lépett. Ezzel a pályára lépésével a bajnokság 5. legfiatalabb játékosa lett, aki valaha pályára lépett, mindössze 17 évesen 3 hónaposan és 27 naposan. Az FC Schalke 04 elleni bajnoki mérkőzésen gólpasszt jegyzett. 2019. szeptember 2-án felbontották a szerződését, miután számos sérülés hátráltatta, majd másnap aláírt a Hannover 96 csapatához. Szeptember 20-án debütált a Holstein Kiel elleni bajnoki mérkőzésen. 2020 nyarán aláírt az Ingolstadt csapatához.

## Válogatott
Részt vett a 2012-es U17-es labdarúgó-Európa-bajnokságon, ahol ezüstérmesként zárt a válogatottal. Az izlandi U17-es labdarúgó-válogatott elleni csoportmérkőzésen gólt szerzett. Részt vett az U19-es labdarúgó válogatottal a Magyarországon megrendezésre kerülő 2014-es U19-es labdarúgó-Európa-bajnokságon, ahol aranyérmesként zárt a válogatottal. Első gólját ezen a Európa-bajnokságon az osztrák U19-es labdarúgó-válogatott elleni elődöntő mérkőzésen szerezte meg.

## Statisztika
| Klub információ       | Klub információ       | Klub információ       | Bajnokság | Bajnokság | Kupa      | Kupa      | Összesen | Összesen |
| Szezon                | Klub                  | Bajnokság             | Mérk.     | Gól       | Mérk.     | Gól       | Mérk.    | Gól      |
| Németország           | Németország           | Németország           | Bajnokság | Bajnokság | DFB-Pokal | DFB-Pokal | Összesen | Összesen |
| --------------------- | --------------------- | --------------------- | --------- | --------- | --------- | --------- | -------- | -------- |
| 2012–13               | Eintracht Frankfurt   | Bundesliga            | 5         | 0         | 0         | 0         | 5        | 0        |
| 2013–14               | Eintracht Frankfurt   | Bundesliga            | 5         | 0         | 0         | 0         | 5        | 0        |
| 2014–15               | Eintracht Frankfurt   | Bundesliga            | 26        | 3         | 1         | 0         | 27       | 3        |
| 2015–16               | Eintracht Frankfurt   | Bundesliga            | 28        | 2         | 2         | 0         | 30       | 2        |
| 2016–17               | Eintracht Frankfurt   | Bundesliga            | 2         | 0         | 0         | 0         | 2        | 0        |
| 2017–18               | Eintracht Frankfurt   | Bundesliga            | 7         | 0         | 2         | 0         | 9        | 0        |
| Összesen              | Németország           | Németország           | 73        | 5         | 5         | 0         | 78       | 5        |
| Karrier teljesítménye | Karrier teljesítménye | Karrier teljesítménye | 73        | 5         | 5         | 0         | 78       | 5        |

## Sikerei, díjai

### Klub
- Eintracht Frankfurt
  - Német kupa: 2017–18

### Válogatott
- Németország U17
  - U17-es labdarúgó-Európa-bajnokság ezüstérmes: 2012
- Németország U19
  - U19-es labdarúgó-Európa-bajnokság: 2014

### Egyéni
- U19-es labdarúgó-Európa-bajnokság – Torna csapatának tagja: 2014